# Villecey-sur-Mad
Villecey-sur-Mad település Franciaországban, Meurthe-et-Moselle megyében. Lakosainak száma 343 fő (2022. január 1.). Villecey-sur-Mad Onville, Prény és Waville községekkel határos.

## Népesség
A település népessége az elmúlt években az alábbi módon változott:
| Lakosok száma | 199  | 199  | 248  | 305  | 322  | 329  | 340  | 340  | 340  | 343  |
|               | 1968 | 1982 | 1999 | 2006 | 2011 | 2015 | 2017 | 2018 | 2020 | 2022 |